# Joshua Angrist
Joshua David Angrist, född 18 september 1960 i Columbus, är en israelisk-amerikansk ekonom och professor vid Massachusetts Institute of Technology (MIT).
Angrist delade 2021 på Sveriges riksbanks pris i ekonomisk vetenskap till Alfred Nobels minne tillsammans med Guido Imbens "för deras metodologiska bidrag till analysen av orsakssamband". Den andra halvan tilldelades David Card.

## Biografi
Angrist föddes i en judisk familj i Columbus och växte upp i Pittsburgh där han utexaminerades från Taylor Allderdice High School 1977. Han tog  kandidatexamen i nationalekonomi vid Oberlin College 1982. Han bodde i Israel från 1982 till 1985 och var fallskärmsjägare i den israeliska försvarsstyrkan. Angrist avlade masterexamen och doktorsexamen i nationalekonom vid Princeton University 1987 respektive 1989.
Efter att ha avslutat sina doktorsstudier började Angrist arbeta på Harvard University som biträdande professor fram till 1991, då han återvände till Israel som universitetslektor vid Hebrew University. Efter att ha blivit befordrad till docent där började han 1996 som biträdande professor MIT, innan han 1998 befordrades till professor. 
Sedan 2008 har han innehaft Ford-professuren i ekonomi vid MIT och undervisat i ekonometri och arbetsekonomi. Han tjänstgjorde som Wesley Clair Mitchell gästprofessor vid Columbia University 2018.